# Gasteracantha signifera
Gasteracantha signifera là một loài nhện trong họ Araneidae. Chúng được Mary Agard Pocock miêu tả năm 1898.

## Phân loài
- Gasteracantha signifera bistrigella, Strand, 1915
- Gasteracantha signifera heterospina, Strand, 1915
- Gasteracantha signifera pustulinota, Strand, 1915